# آتارخالی
آتارخالی (به لاتین: Atarkhali) یک روستا در بنگلادش است که در استان باریسال و در ناحیه پیروج‌پور واقع شده‌است.